# Ли Сонхи (певица)
Ли Сонхи (хангыль: 이선희; родилась 11 ноября 1964 года) — южнокорейская певица, продюсер, аранжировщик, композитор и музыкальный директор. На родине известна как «Национальная дива» (кор. 국민디바) и «Королева вокалисток» (кор. 여가왕).

## Биография
Ли Сонхи родилась 11 ноября 1964 года в городе Порён провинции Чхунчхон-Намдо (Южная Корея). Она обучалась Городском колледже Инчхона, который окончила по специальности «Управление окружающей средой». Затем поступила в университет Ёнсе, который считается одним из 3 самых престижных университетов страны. Однако не окончила его в связи с началом музыкальной карьеры.
Ли Сонхи дебютировала на эстраде в 1984 году. В 1984 году она стала лауреатом Главного приза Пятого конкурса эстрадной песни «Эм-Би-Си канбён каёчже» в составе группы «Самак очжан» (кор. 4막5장) с песней "Dear J" ("Дорогой Джей"). После фестиваля песня "Dear J" стала хитом и сделала Ли Сонхи звездой. В 1985 году состоялся сольный дебют Ли Сонхи с песнями "Dear J", «Эх, старина» (кор. 아 옛날이여), «Конфликт» (кор. 갈등), которые принесли ей большой успех. Список её хитов продолжили песни «Ён» (кор. 영), «Хочу знать» (кор. 알고 싶어요), которые вошли в её третий альбом (1986 год).
В 1991 году она выпустила альбом с камерным оркестром Монреаля. В 90-х гг. популярность Ли Сонхи значительно снизилась. Каждые два года она выпускала новый альбом, продолжала активную концертную деятельность, но особых хитов в тот период не было.
В 2005 году выходит её новый хит — песня "Destiny", более известная под названием "Судьба" (англ. "Fate"), саундтрек к фильму «Король и шут». В 2010 году она записывает саундтрек к сериалу «Моя девушка - кумихо» под названием «Лисий дождь» (англ. "Fox Rain").
03 февраля 2011 года Ли Сонхи выступила в зале имени Исаака Штерна в Карнеги-Холле в Нью-Йорке. Ли Сонхи собрала самое большое количество слушателей среди корейских поп-певцов, которые когда-то давали свои концерты в этом зале.
В 2016 году певица записала саундтрек под названием "Wind flower" для дорамы "Легенда синего моря"

## Дискография
Список альбомов, синглов Ли Сонхи: https://web.archive.org/web/20121109172743/http://www.maniadb.com/artist.asp?p=108647&o=d

### Обычные альбомы
- 1985 : 아! 옛날이여 / Ах! Старые добрые времена - Альбом, в котором появилась песня «Dear J» (Jigu Records).
- 1985 : 갈바람 / Идти с ветром (Кальпарам) (Jigu Records).
- 1986 : 잃어버린 약속 / Последнее обещание (Jigu Records).
- 1988 : 사랑이 지는 이자리 / Rulf уходит любовь (Seoul Records).
- 1989 : 나의 거리 / Моя улица (Seoul Records).
- 1990 : 왜 나만 / Где я (альтернативное название: 추억의 책장을 넘기면 / Переворачивая страницы воспоминаний)(Seoul Records).
- 1991 : 추억속을 걷네 / Прогулка по воспоминаниям (альтернативное название: Если ты любишь меня) (Seoul Records).
- 1992 : 조각배 / Dinghy (Seoul Records).
- 1994 : 한송이 국화 / Хризантема (Seoul Records).
- 1996 : First Love (Первая любовь) (Samsung Music - Yedang Entertainment)
- 1998 : Dream of Ruby (Мечта Руби) (Cream Records - Yedang Entertainment)
- 2001 : My life + Best (Моя жизнь + Избранное) (Cream Records - Yedang Entertainment)
- 2005 : 사춘기 / Отрочество (Весна в мои сорок): вышел с заголовком на китайском 四春期 + CD : Запись концерта в честь 20-летия карьеры (EMI - Hook Entertainment)
- 2009 : 사랑아... / О, любовь... + 2 CD : Ли Сонхи - Лучшее из лучшего (Mnet Media - Hook Entertainment)
- 2014 : Serendipity (Интуиция) (Альбом в честь 30-летия карьеры - 30주년 기념앨범)

### Специальные альбомы
- 1984 : 이선희의 캐롤 / Рождественские песни Ли Сонхи (Jigu Records).
- 1988 : 겨울 이야기 / Зимняя история - Альбом рождественских песен (Seoul Records).
- 1989 : Where the Love Falls / Dear J (Когда проходит любовь / Дорогой J) - Альбом, на котором было записано 8 песен на английском языке (Seoul Records).
- 1990 :  Leaving Only the Dream of Love (Оставив лишь мечты о любви) - Альбом, содержащий песни на стихи Ли Сонхи (Seoul Records).
- 1991 : 우리들의 이야기 - (Наша история) - Альбом с записью рождественских песен и в котором она отдает дань уважения Армии Южной Кореи, её матери, друзьям и учителям (Seoul Records).
- 1993 : Children's Songs (Детские песни) (Seoul Records).
- 1996 :  Golden - Compilation de chansons  (Золото - Сборник песен) (Samsung Music - Yedang Entertainment)

### Записи живых выступлений
- 1990 : Lee Sun Hee & Montreal Chamber Orchestra (Ли Сонхи  & Монреальский камерный оркестр) (Seoul Records).
- 1991 : Peter Pan (Питер Пен) - Запись в Центре сценического искусства Седжона (Seoul Records). - "Живой концерт в Сеуле" сентябрь 1994 года, концерт в честь 10-летия карьеры Ли Сонхи
- 1995 : Le Magicien d'Oz (Волшебник страны Оз) - Запись в Центре сценического искусства Седжона в 1990 году (Peninsula Music)
- 1999 : Bari / The Forgotten Lullaby (Пари / Забытая колыбельная) - Запись в Сеульском центре искусств, Дом оперы